# فاطمة زيبوح
فاطمة زيبوح (بالفرنسية : Fatima Zibouh ) من مواليد 4 سبتمبر 1981 ب مدينة Berchem-Sainte-Agathe في بلجيكا . هي عالمة سياسية بلجيكية من أصل ريفي مغربي , و هي ناشطة بيئية

## نبذة شخصية
يعود أصل فاطمة زيبوح الى جماعة تفرسيت بالريف , في شمال المغرب